# Médaille des blessés (Vietnam)
La médaille des blessés (en vietnamien: Danh-Dự Bội-Tinh) était une décoration militaire du Sud-Vietnam créée pour la première fois en 1953. La médaille était l'équivalent sud-vietnamien de la Purple Heart des Forces armées des États-Unis, et était décernée à tout membre des Forces armées sud-vietnamienne qui, lors d'un combat armé contre des ennemis de la République du Viêt Nam, avait été blessé ou tué au combat.
Pendant la guerre du Viêt Nam, la médaille des blessées était souvent décernée au personnel de l'Armée de terre de la République du Viêt Nam (ARVN) pour les blessures de combat reçues en combattant les forces du Nord-Viêt Nam ou du Vietcong. La médaille était rarement décernée à des membres d'armées alliées, comme l'armée américaine, et seulement si le soldat allié en question était rattaché et sous le commandement direct d'une unité sud-vietnamienne. Pour les membres de l'armée américaine, le port de la médaille des blessés n'est pas autorisé sur l'uniforme militaire.
Avec la chute du Sud-Vietnam en 1975, la médaille des blessés est devenue obsolète.

## Source
- (en) Cet article est partiellement ou en totalité issu de l’article de Wikipédia en anglais intitulé « Wound Medal (Vietnam) » (voir la liste des auteurs).